# Encyclia inaguensis
Encyclia inaguensis là một loài thực vật có hoa trong họ Lan. Loài này được Nash ex Britton & Millsp. mô tả khoa học đầu tiên năm 1920.